# Stalemate (음반)
《Stalemate》은 나이지리아의 아프로비트 작곡가, 밴드리더, 멀티 악기 연주자 펠라 쿠티가 1977년에 녹음한 음반으로, 오리지널 나이지리아 데카 레이블에서 발매되었다.

## 반응
| 전문가 평가 | 전문가 평가 |
| 평가 점수   | 평가 점수   |
| 출처        | 점수        |
| ----------- | ----------- |
| Allmusic    | [ 2 ]       |

올뮤직 리뷰는 이 음반에 별 3개를 주면서 주제는 내용상 정치적이라기보다는 사회적 문제이다. 전통에 따라, 음반 《Stalemate》은 한 면당 두 개의 확장된 곡으로 구성되어 있다. 타이틀곡은 아프리카 '70과 함께 쿠티의 부름과 반응에 굴곡과 굴복하는 중간 템포의 그루브를 가지고 있다.

## 곡 목록
모든 곡들은 펠라 쿠티에 의해 작사/작곡하였다.
| #  | 제목                                               | 재생 시간 |
| -- | -------------------------------------------------- | --------- |
| 1. | 〈Stalemate〉                                      | 12:54     |
| 2. | 〈Don't Worry About My Mouth O (African Message)〉 | 15:45     |